# Maltese Premier League
Maltese Premier League je nejvyšší maltskou fotbalovou soutěží, která se hraje od roku 1909. Nejúspěšnějšími týmy historie jsou Sliema Wanderers a Floriana s 26 tituly mistra Malty.

## Nejlepší kluby v historii - podle počtu titulů
| Vítězové nejvyšší ligové soutěže |        | |
| Klub                             | Tituly | Vítězné ročníky |
| Sliema Wanderers                 | 26     | 1920, 1923, 1924, 1926, 1930, 1933, 1934, 1936, 1938, 1939, 1940, 1949, 1954, 1956, 1957, 1964, 1965, 1966, 1971, 1972, 1976, 1989, 1996, 2003, 2004, 2005 |
| Floriana                         | 26     | 1910, 1912, 1913, 1921, 1922, 1925, 1927, 1928, 1929, 1931, 1935, 1937, 1950, 1951, 1952, 1953, 1955, 1958, 1962, 1968, 1970, 1973, 1975, 1977, 1993, 2020 |
| Valletta                         | 25     | 1915, 1932, 1945, 1946, 1948, 1959, 1960, 1963, 1974, 1978, 1980, 1984, 1990, 1992, 1997, 1998, 1999, 2001, 2008, 2011, 2012, 2014, 2016, 2018, 2019       |
| Hibernians                       | 13     | 1961, 1967, 1969, 1979, 1981, 1982, 1994, 1995, 2002, 2009, 2015, 2017, 2022                                                                               |
| Ħamrun Spartans                  | 11     | 1914, 1918, 1947, 1983, 1987, 1988, 1991, 2021, 2023, 2024, 2025                                                                                           |
| Birkirkara                       | 4      | 2000, 2006, 2010, 2013 |
| Rabat Ajax                       | 2      | 1985, 1986 |
| St. George's                     | 1      | 1917 |
| King’s Own Malta Regiment        | 1      | 1919 |
| Marsaxlokk                       | 1      | 2007 |

## Vítězové jednotlivých ročníků

### First Division
- 1909/10: Floriana (1)
- 1910/11: nehrálo se
- 1911/12: Floriana (2)
- 1912/13: Floriana (3)
- 1913/14: Ħamrun Spartans (1)
- 1914/15: Valletta United (1)
- 1915/16: nehrálo se
- 1916/17: St. George's (1)
- 1917/18: Ħamrun Spartans (2)
- 1918/19: King’s Own Malta Regiment (1)
- 1919/20: Sliema Wanderers (1)
- 1920/21: Floriana (4)
- 1921/22: Floriana (5)
- 1922/23: Sliema Wanderers (2)
- 1923/24: Sliema Wanderers (3)
- 1924/25: Floriana (6)
- 1925/26: Sliema Wanderers (4)
- 1926/27: Floriana (7)
- 1927/28: Floriana (8)
- 1928/29: Floriana (9)
- 1929/30: Sliema Wanderers (5)
- 1930/31: Floriana (10)
- 1931/32: Valletta United (2)
- 1932/33: Sliema Wanderers (6)
- 1933/34: Sliema Wanderers (7)
- 1934/35: Floriana (11)
- 1935/36: Sliema Wanderers (8)
- 1936/37: Floriana (12)
- 1937/38: Sliema Wanderers (9)
- 1938/39: Sliema Wanderers (10)
- 1939/40: Sliema Wanderers (11)
- 1940/41–1943/44: nehrálo se
- 1944/45: Valletta (3)
- 1945/46: Valletta (4)
- 1946/47: Ħamrun Spartans (3)
- 1947/48: Valletta (5)
- 1948/49: Sliema Wanderers (12)
- 1949/50: Floriana (13)
- 1950/51: Floriana (14)
- 1951/52: Floriana (15)
- 1952/53: Floriana (16)
- 1953/54: Sliema Wanderers (13)
- 1954/55: Floriana (17)
- 1955/56: Sliema Wanderers (14)
- 1956/57: Sliema Wanderers (15)
- 1957/58: Floriana (18)
- 1958/59: Valletta (6)
- 1959/60: Valletta (7)
- 1960/61: Hibernians (1)
- 1961/62: Floriana (19)
- 1962/63: Valletta (8)
- 1963/64: Sliema Wanderers (16)
- 1964/65: Sliema Wanderers (17)
- 1965/66: Sliema Wanderers (18)
- 1966/67: Hibernians (2)
- 1967/68: Floriana (20)
- 1968/69: Hibernians (3)
- 1969/70: Floriana (21)
- 1970/71: Sliema Wanderers (19)
- 1971/72: Sliema Wanderers (20)
- 1972/73: Floriana (22)
- 1973/74: Valletta (9)
- 1974/75: Floriana (23)
- 1975/76: Sliema Wanderers (21)
- 1976/77: Floriana (24)
- 1977/78: Valletta (10)
- 1978/79: Hibernians (4)
- 1979/80: Valletta (11)

### Premier League
- 1980/81: Hibernians (5)
- 1981/82: Hibernians (6)
- 1982/83: Ħamrun Spartans (4)
- 1983/84: Valletta (12)
- 1984/85: Rabat Ajax (1)
- 1985/86: Rabat Ajax (2)
- 1986/87: Ħamrun Spartans (5)
- 1987/88: Ħamrun Spartans (6)
- 1988/89: Sliema Wanderers (22)
- 1989/90: Valletta (13)
- 1990/91: Ħamrun Spartans (7)
- 1991/92: Valletta (14)
- 1992/93: Floriana (25)
- 1993/94: Hibernians (7)
- 1994/95: Hibernians (8)
- 1995/96: Sliema Wanderers (23)
- 1996/97: Valletta (15)
- 1997/98: Valletta (16)
- 1998/99: Valletta (17)
- 1999/00: Birkirkara (1)
- 2000/01: Valletta (18)
- 2001/02: Hibernians (9)
- 2002/03: Sliema Wanderers (24)
- 2003/04: Sliema Wanderers (25)
- 2004/05: Sliema Wanderers (26)
- 2005/06: Birkirkara (2)
- 2006/07: Marsaxlokk (1)
- 2007/08: Valletta (19)
- 2008/09: Hibernians (10)
- 2009/10: Birkirkara (3)
- 2010/11: Valletta (20)
- 2011/12: Valletta (21)
- 2012/13: Birkirkara (4)
- 2013/14: Valletta (22)
- 2014/15: Hibernians (11)
- 2015/16: Valletta (23)
- 2016/17: Hibernians (12)
- 2017/18: Valletta (24)
- 2018/19: Valletta (25)
- 2019/20: Floriana (26)
- 2020/21: Ħamrun Spartans (8)
- 2021/22: Hibernians (13)
- 2022/23: Ħamrun Spartans (9)
- 2023/24: Ħamrun Spartans (10)
- 2024/25: Ħamrun Spartans (11)